# Visitazione con sant'Anna
La Visitazione con sant'Anna è un dipinto a tempera su tavola (32x34 cm) attribuito a Pietro Perugino, databile al 1472-1473 circa e conservato nella Galleria dell'Accademia a Firenze.

## Storia
Si tratta di un'opera della fase giovanile dell'artista, certamente proveniente da un predella di una perduta pala d'altare. Si presume che la destinazione originaria potesse essere un convento francescano (per la presenza nello sfondo di San Francesco che riceve le stimmate) e fiorentino (per la presenza di san Giovanni Battista), come ad esempio Santa Croce.
L'attribuzione al giovane Perugino non è indiscussa: Mackowsky, e poi van Marle e Procacci, la attribuirono a Jacopo del Sellaio o alla sua scuola, mentre Federico Zeri fu il primo a pensare a Perugino nel 1959 (lezione orale), seguito poi dalla Padoa Rizzo; Cadogan infine fece il nome del Ghirlandaio.

## Descrizione e stile
Il dipinto mostra la Visitazione, cioè l'incontro tra Maria e sant'Elisabetta, in cui quest'ultima pronunciò la famosa invocazione dell'Ave Maria. A sinistra assiste alla scena in primo piano sant'Anna, individuabile dal nome impresso a lettere dorate sull'aureola. La scena è ambientata in un paesaggio lacustre che schiarisce dolcemente verso l'orizzonte, dove avvengono due scene secondarie già menzionate: san Francesco d'Assisi che, affiancato dal fedele fra Leone, riceve le stimmate da un'apparizione celeste di Gesù, e il giovane Giovanni Battista, protettore di Firenze, che si avvia alla sua vita da eremita nel deserto.
Tipico di questa fase del Perugino è il panneggio curato con l'"effetto bagnato" ispirato dal Verrocchio, dove si nota un'assenza di schematismo che presuppone il disegno di un maestro talentuoso. Tale effetto si ritrova anche in un'altra tavoletta di predella dell'epoca attribuita al Perugino, la Natività della Vergine a Liverpool.